# Paradoxo do jovem Sol fraco

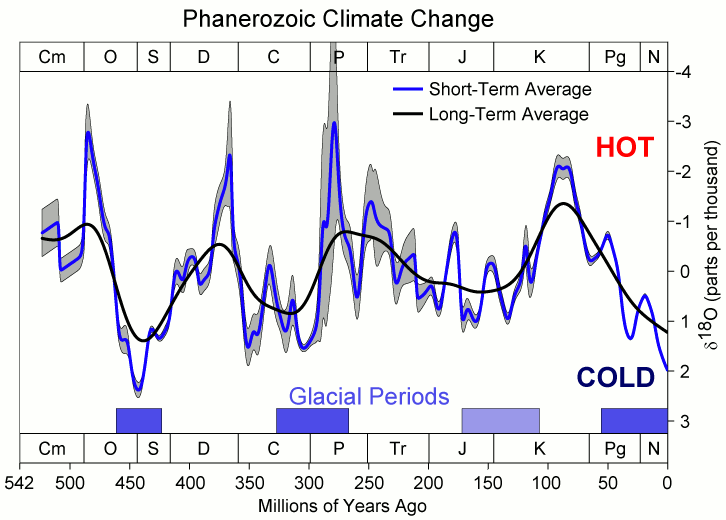
Mudança de clima do Fanerozoico.

O paradoxo do jovem Sol fraco ou problema do jovem Sol fraco descreve a contradição aparente entre observações de água líquida no início da história da Terra, e a predição astrofísica de que o brilho do Sol na época era de apenas 70% em relação ao presente, insuficiente para manter água no estado líquido em condições terrestres do presente. Este problema foi mencionado por Carl Sagan e George Mullen em 1972.